# Liste des musées à Hawaï

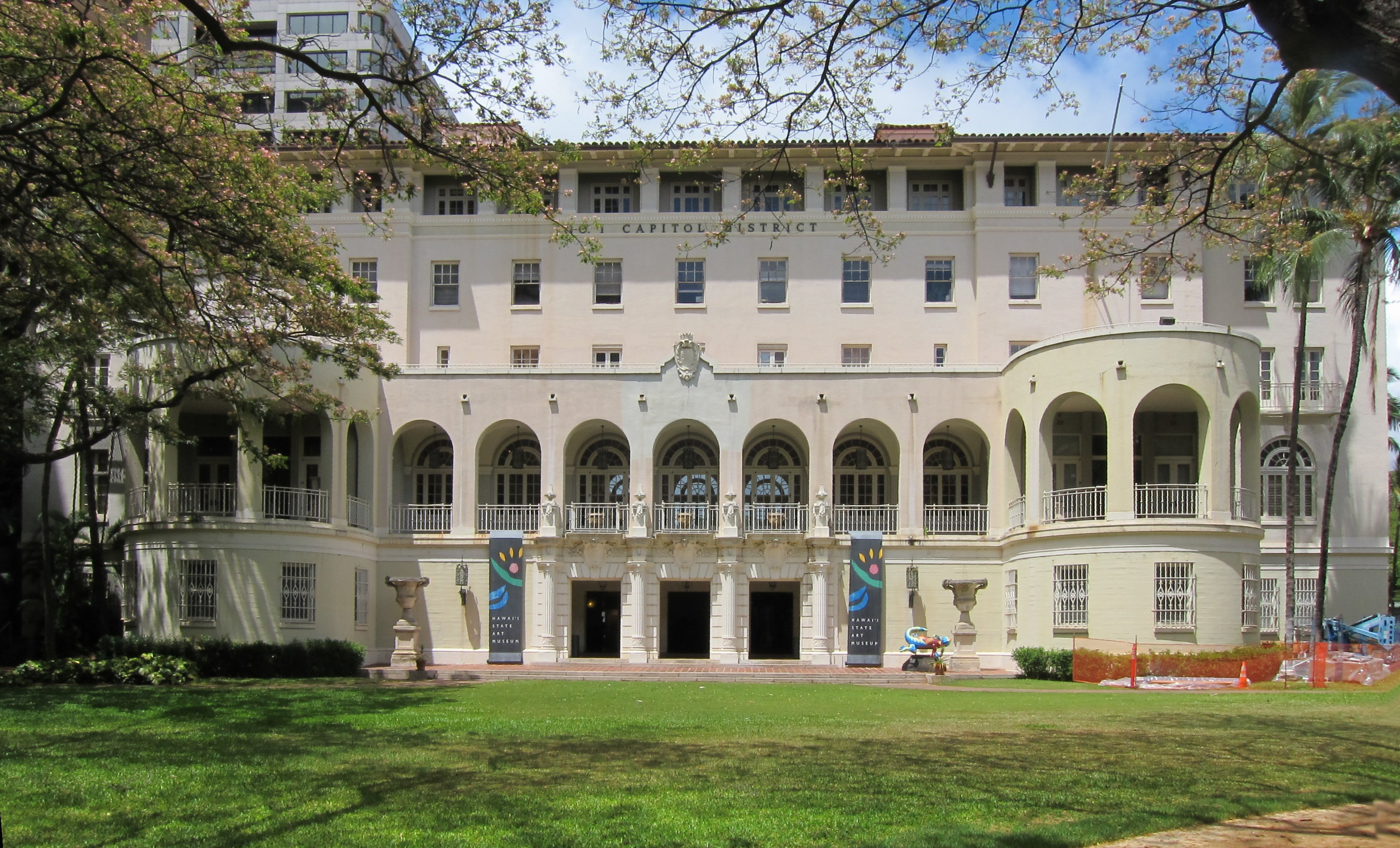
Hawaii State Art Museum à Honolulu.

Cet article est une liste des musées à Hawaï, qu'ils soient publics ou privés, à l'exclusion des musées virtuels.
- Alexander & Baldwin Sugar Museum (en)
- Greenwell Store (en)
- Hawaii State Art Museum
- Honolulu Museum of Art
- Musée Bishop (musée d'histoire naturelle et culturelle de l'État d'Hawaï)
- Musée des tsunamis du Pacifique
- USS Bowfin (SS-287)